# لی سو-جی
لی سو-جی (به انگلیسی: Lee Su-ji) (زاده ۲۰ مارس ۱۹۹۸)خواننده و بازیگر اهل کره جنوبی است.او با نام‌های سوجی و حالا نیز شناخته می‌شود. 